# 8909 Ohnishitaka
A 8909 Ohnishitaka (ideiglenes jelöléssel 1995 WL7) a Naprendszer kisbolygóövében található aszteroida. Kobajasi Takao fedezte fel 1995. november 27-én.